# Chydaeopsis luzonica
Chydaeopsis luzonica är en skalbaggsart som beskrevs av Heller 1923. Chydaeopsis luzonica ingår i släktet Chydaeopsis och familjen långhorningar.
Artens utbredningsområde är Filippinerna. Inga underarter finns listade i Catalogue of Life.